# Joseph Le
Joseph Le es un actor, director de videoclips, coreógrafo y doble de riesgo estadounidense, conocido por montar las coreografías en las cintas The Fallen (2019), Silverback (2020) y Shang-Chi y la leyenda de los Diez Anillos (2021).

## Biografía
Joseph comenzó su carrera cinematográfica creando películas de acción independientes que rendían homenaje a las películas de acción de Hong Kong. Con el tiempo, desarrolló su propio estilo, combinando la acción hiperrealista del anime con la coreografía de kung fu basada en los personajes míticos del cine chino y hongkonés de los años 60s, 70s y 80s.

## Filmografía

#### Director
- Kung Fu Tea Commercial (2016).
- The Red Cocoon (2017).
- Elf V. Santa: Dawn of Christmas (2017).
- Til We Descend (2018).
- Pokémon Kung Fu (2018).
- Red Rising: Blood and Smoke (2018).
- Afro Samurai Champloo (2019).
- Kawaii Death Metal God (2019).
- Mulan: An East Side Story (2020).
- Twisting Tiger (2021).

#### Actor
- Live Action Smash Bros: Little Mac vs Ness (2015) como Little Mac.
- Double Pump (2015) como Paciente.
- The Last Slice (2016) como Red.
- Avenging Alex: Rising Tiger X Turtle Wave (2016) como Joey.
- Kung Fu Tea Commercial (2016) como GMU Estudiante.
- The Red Cocoon (2017) como Chico.
- Hand.Gun (2017) como Chico malo #1.
- Elf V. Santa: Dawn of Christmas (2017) como Elfo.
- Shenmue: Yokosuka Blues (2018) como Nagashima.
- Pokémon Kung Fu (2018) como Ash.
- Red Rising: Blood and Smoke (2018) como Joey.
- Silverback (2020) como Cole.

#### Doble de riesgo
- The Last Slice (diseño de acción).
- Avenging Alex: Rising Tiger X Turtle Wave (asistente director acción/doble de riesgo).
- Kung Fu Tea Commercial (director de acción/doble de riesgo).
- Elf v Santa: Dawn of Christmas (diseño de acción).
- Shenmue: Yokosuka Blues (asistente director acción/doble de riesgo).
- Red Rising: Blood and Smoke (diseño de acción).
- The Fallen (coordinador peleas).
- Afro Samurai Champloo (director de acción).
- Mulan: An East Side Story (director de acción).
- Silverback (doble de riesgo).
- Twisting Tiger (director de acción).
- Shang-Chi y la leyenda de los Diez Anillos (diseño de acción).[4]
- Everything Everywhere All at Once (doble de riesgo).
- Saint Seiya: Knights of the Zodiac (diseño de acción).